# Малая Калпита
Малая Калпита— деревня  в Смоленской области России, в Вяземском районе. Расположена в восточной части области  в 37 км к юго-западу от  Вязьмы на берегу реки Осьма и в 6 км южнее от автодороги Р134 «Старая Смоленская дорога» Смоленск — Дорогобуж — Вязьма — Зубцов.
Население —139 жителей (2007 год). Административный центр Калпитского сельского поселения.

## Экономика
Жители деревни ведут индивидуальное хозяйство. В деревне, кроме магазина, почты и клуба, никакой работы нет. Бывший совхоз "Калпитский" полностью разорён и ликвидирован. В настоящее время (июль 2019) магазин подводят под закрытие. Асфальта нет. Мост вечно неисправен, по этой причине автобус, который и так ходит всего два раза в неделю, в деревню не заходит.

## Достопримечательности
В деревне родился генерал-майор Советской армии — Чамов, Андрей Сергеевич.В Калпитской школе учился автор слов гимна города-героя Смоленска Бодренков Алексей МИхайлович.